# Gaultheria corvensis
Gaultheria corvensis är en ljungväxtart som först beskrevs av R.R.Silva och Cervi, och fick sitt nu gällande namn av Romão och Kin.-gouv. Gaultheria corvensis ingår i släktet Gaultheria och familjen ljungväxter. Inga underarter finns listade i Catalogue of Life.